# Campeonato Mundial de Remo de 1995
El XXV Campeonato Mundial de Remo se celebró en Tampere (Finlandia) entre el 21 y el 27 de agosto de 1995 bajo la organización de la Federación Internacional de Sociedades de Remo (FISA) y la Federación Finlandesa de Remo.
Las competiciones se realizaron en el canal de remo del lago Kaukajärvi, ubicado al sudeste de la ciudad finlandesa.

## Medallistas

### Masculino
| Evento                         | Oro | Plata | Bronce |
| ------------------------------ | --- | --- | --- |
| Scull individual M1X           | Iztok Čop Eslovenia | Jüri Jaanson Estonia | Václav Chalupa · República Checa · |
| Doble scull M2X                | Lars Christensen Martin Hansen Dinamarca | André Steiner · Stephan Volkert · Alemania · | Steffen Størseth · Kjetil Undset · Noruega · |
| Cuatro scull M4X               | Massimo Paradiso · Alessandro Corona · Rossano Galtarossa · Alessio Sartori · Italia ·                                                                               | Andreas Hajek · André Willms · Marco Geisler · Marko Schwalbe · Alemania · | Santiago Fernández Rubén Knulst Sergio Fernández Guillermo Pfaab Argentina |
| Dos sin timonel M2-            | Steve Redgrave Matthew Pinsent Reino Unido | Robert Walker Richard Wearne Australia | Michel Andrieux Jean-Christophe Rolland Francia |
| Dos con timonel M2+            | Luca Sartori · Giuliano De Stabile · Antonio Cirillo (t) · Italia ·                                                                                                  | Antoine Béghin Laurent Béghin Christophe Lattaignant (t) Francia | Dominique Verdeyen · Frank Moortgat · Benoît Ollemans (t) · Bélgica · |
| Cuatro sin timonel M4-         | Valter Molea · Riccardo Dei Rossi · Raffaello Leonardo · Carlo Mornati · Italia ·                                                                                    | Jonathan Searle Gregory Searle Timothy Foster Rupert Obholzer Reino Unido | Maciej Łasicki · Jacek Streich · Wojciech Jankowski · Piotr Basta · Polonia · |
| Cuatro con timonel M4+         | Ben Holbrook Porter Collins James Scott Munn Christian Ahrens Peter Cipollone (t) Estados Unidos                                                                     | Christopher White Andrew Matheson Murdoch Dryden Chris McAsey Michael Whittaker (t) Nueva Zelanda                                                                                              | Vincenzo Di Palma · Luca Cavallini · Ciro Liguori · Rocco Pecoraro · Lorenzo Carboncini (t) · Italia ·                                                                                          |
| Ocho con timonel M8+           | Roland Baar · Stefan Forster · Detlef Kirchhoff · Ike Landvoigt · Joachim Lerche · Frank Richter · Dieter Sator · Marc Weber · Peter Thiede (t) · Alemania · 5:53,40 | Michiel Bartman · Kai Compagner · Nicolaas Rienks · Niels van der Zwan · Jaap Krijtenburg · Niels van Steenis · Henk-Jan Zwolle · Ronald Florijn · Jeroen Duyster (t) · Países Bajos · 5:55,54 | Jonathan Brown Sean Hall Fredric Honebein Robert Kaehler Jeffrey Klepacki James Koven Michael Peterson Donald Smith Steven Segaloff (t) Estados Unidos 5:57,46                                  |
| Scull individual ligero LM1X   | Peter Haining Reino Unido | Tomáš Kacovský · República Checa · | Anders Brehms Dinamarca |
| Doble scull ligero LM2X        | Michael Gier · Markus Gier · Suiza · | Anders Christensson · Mattias Tichy · Suecia · | Bruce Hick Anthony Edwards Australia |
| Cuatro scull ligero LM4X       | Wolfgang Sigl · Gernot Faderbauer · Christoph Schmölzer · Walter Rantasa · Austria ·                                                                                 | Frank Günder · Andreas Lutz · Bernhard Rühling · Jens Weckbach · Alemania · | Franco Sancassani · Paolo Pittino · Lorenzo Bertini · Massimo Guglielmi · Italia · |
| Dos sin timonel ligero LM2-    | Carlo Grande · Pasquale Marigliano · Italia · | Xavier Dorfman Sébastien Bel Francia | Bo Helleberg Thomas Ebert Dinamarca |
| Cuatro sin timonel ligero LM4- | Andrea Re · Leonardo Pettinari · Ivano Zasio · Carlo Gaddi · Italia ·                                                                                                | Niels Henriksen Victor Feddersen Thomas Poulsen Eskild Ebbesen Dinamarca | Martin Weis · Oliver Rau · Bernhard Stomporowski · Michael Buchheit · Alemania · |
| Ocho con timonel ligero LM8+   | Johnny Andersen Torben Bech Jensen Thomas Croft Carsten Glud Søren Henrichsen Jeppe Jensen Kollat Michael Jensen Bo Vestergaard Dennis Larsen (t) Dinamarca 5:53,45  | Christopher Bates Andrew Butt Niall Gardam Benjamin Helm David Lemon James McNiven Nicholas Strange Jon Williamson John Deakin (t) Reino Unido 5:55,70                                         | Salvatore Amitrano · Enrico Barbaranelli · Sabino Bellomo · Danilo Fraquelli · Stefano Fraquelli · Fabrizio Ravasi · Roberto Romanini · Carmine Somma · Gaetano Iannuzzi (t) · Italia · 5:58,77 |

### Femenino
| Evento                         | Oro | Plata | Bronce |
| ------------------------------ | --- | --- | --- |
| Scull individual W1X           | Maria Brandin · Suecia · | Silken Laumann · Canadá · | Annelies Bredael · Bélgica · |
| Doble scull W2X                | Marnie McBean · Kathleen Heddle · Canadá · | Irene Eijs · Eeke van Nes · Países Bajos · | Philippa Baker Brenda Lawson Nueva Zelanda |
| Cuatro scull W4X               | Jana Thieme · Katrin Rutschow · Jana Sorgers · Kerstin Köppen · Alemania ·                                                                              | Kathleen Heddle · Marnie McBean · Diane O'Grady · Laryssa Biesenthal · Canadá ·                                                                                  | Irene Eijs · Eeke van Nes · Anita Meiland · Nelleke Penninx · Países Bajos · |
| Dos sin timonel W2-            | Megan Still Kate Slatter Australia | Melissa Ryan Karen Kraft Estados Unidos | Christine Gossé Céline Garcia Francia |
| Cuatro sin timonel W4-         | Melissa Iverson Cindy Brooks Lianne Bennion Katherine Scanlon Lewis Estados Unidos                                                                      | Gerte John · Dana Pyritz · Anke Weiler · Doreen Martin · Alemania ·                                                                                              | Tamara Davydenka · Irina Gribko · Marina Znak · Natalia Stasiuk · Bielorrusia · |
| Ocho con timonel W8+           | Jennifer Dore Catriona Fallon Amy Fuller Anne Kakela Laurel Korholz Elizabeth McCagg Mary McCagg Monica Tranel Yasmin Farooq (t) Estados Unidos 6:50,73 | Angela Tamaș · Iulia Bulie · Veronica Cochela · Doina Ignat · Ioana Olteanu · Dobrița Preda · Doina Spîrcu · Anca Tănase · Cristina Ilie (t) · Rumania · 6:52,76 | Tessa Appeldoorn · Femke Boelen · Anneke Venema · Marieke Westerhof · Muriel van Schilfgaarde · Meike van Driel · Tessa Knaven · Rita de Jong · Jissy de Wolf (t) · Países Bajos · 6:54,25 |
| Scull individual ligero LW1X   | Rebecca Joyce Australia | Catherine Muller Francia | Annette Bogstra · Países Bajos · |
| Doble scull ligero LW2X        | Wendy Wiebe · Colleen Miller · Canadá · | Lene Andersson Berit Christoffersen Dinamarca | Ruth Kaps · Michelle Darvill · Alemania · |
| Dos sin timonel ligero LW2-    | Christine Smith Ellen Minzner Estados Unidos | Jane Hall Alison Brownless Reino Unido | Sharon Thilgreen Kristine Jørgensen Dinamarca |
| Cuatro sin timonel ligero LW4- | Whitney Post Barbara Byrne Linda Muri Sarah Simmons Estados Unidos                                                                                      | Robyn Morris Rachel Woolf Juliet Machan Jo Nitsch Reino Unido | Gunda Reimers · Gaby Schulz · Janet Radünzel · Jutta Schausten · Alemania · |

## Medallero
| Núm. | País            | Oro | Plata | Bronce | Total |
| ---- | --------------- | --- | ----- | ------ | ----- |
| 1    | Estados Unidos  | 5   | 1     | 1      | 7     |
| 2    | Italia          | 5   | 0     | 3      | 8     |
| 3    | Alemania        | 2   | 4     | 3      | 9     |
| 4    | Reino Unido     | 2   | 4     | 0      | 6     |
| 5    | Dinamarca       | 2   | 2     | 3      | 7     |
| 6    | Canadá          | 2   | 2     | 0      | 4     |
| 7    | Australia       | 2   | 1     | 1      | 4     |
| 8    | Suecia          | 1   | 1     | 0      | 2     |
| 9    | Austria         | 1   | 0     | 0      | 1     |
| 9    | Eslovenia       | 1   | 0     | 0      | 1     |
| 9    | Suiza           | 1   | 0     | 0      | 1     |
| 12   | Francia         | 0   | 3     | 2      | 5     |
| 13   | Países Bajos    | 0   | 2     | 3      | 5     |
| 14   | Nueva Zelanda   | 0   | 1     | 1      | 2     |
| 14   | República Checa | 0   | 1     | 1      | 2     |
| 16   | Estonia         | 0   | 1     | 0      | 1     |
| 16   | Rumania         | 0   | 1     | 0      | 1     |
| 18   | Bélgica         | 0   | 0     | 2      | 2     |
| 19   | Argentina       | 0   | 0     | 1      | 1     |
| 19   | Bielorrusia     | 0   | 0     | 1      | 1     |
| 19   | Noruega         | 0   | 0     | 1      | 1     |
| 19   | Polonia         | 0   | 0     | 1      | 1     |
|      | TOTAL           | 24  | 24    | 24     | 72    |